# 阿爾門斯

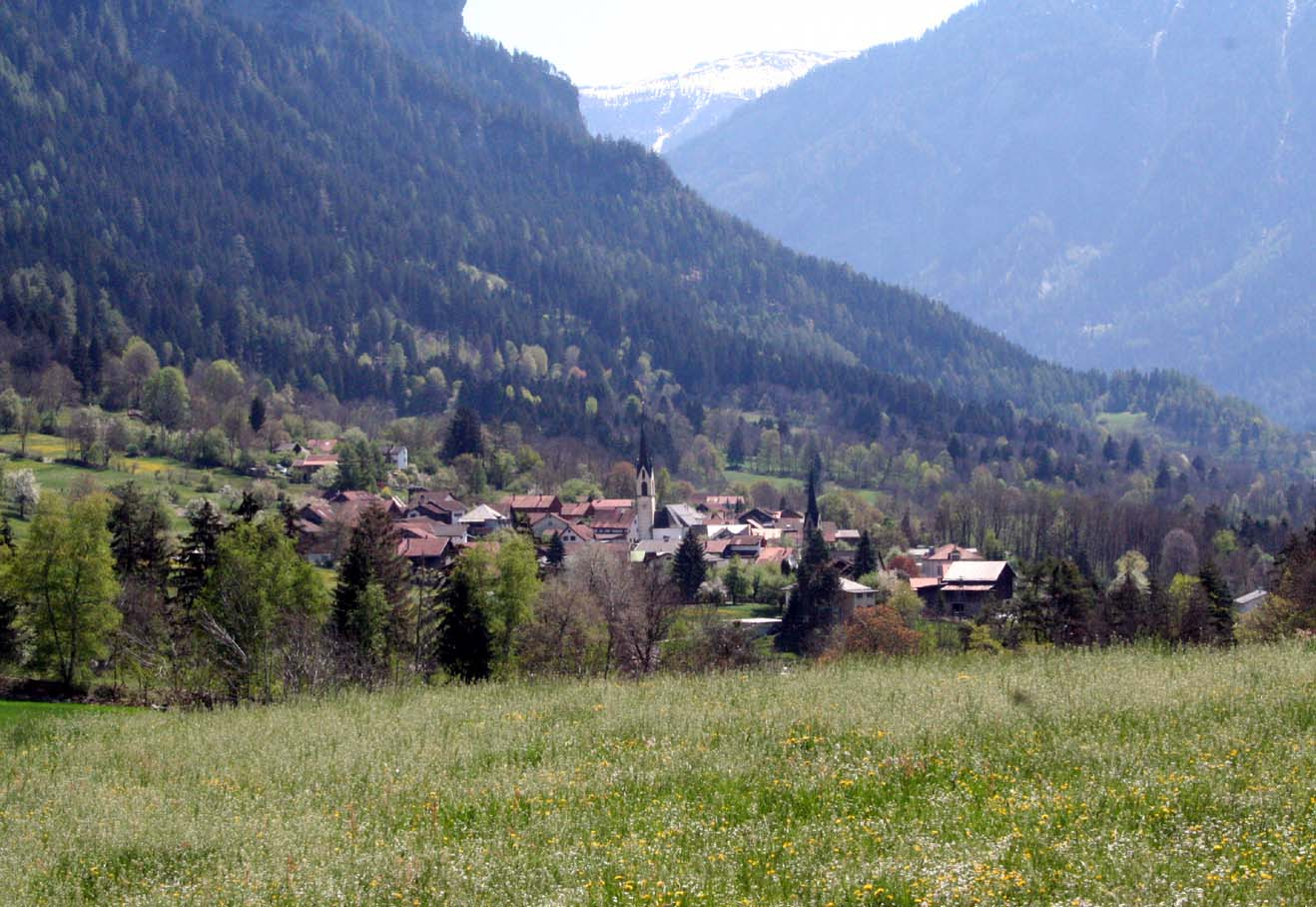

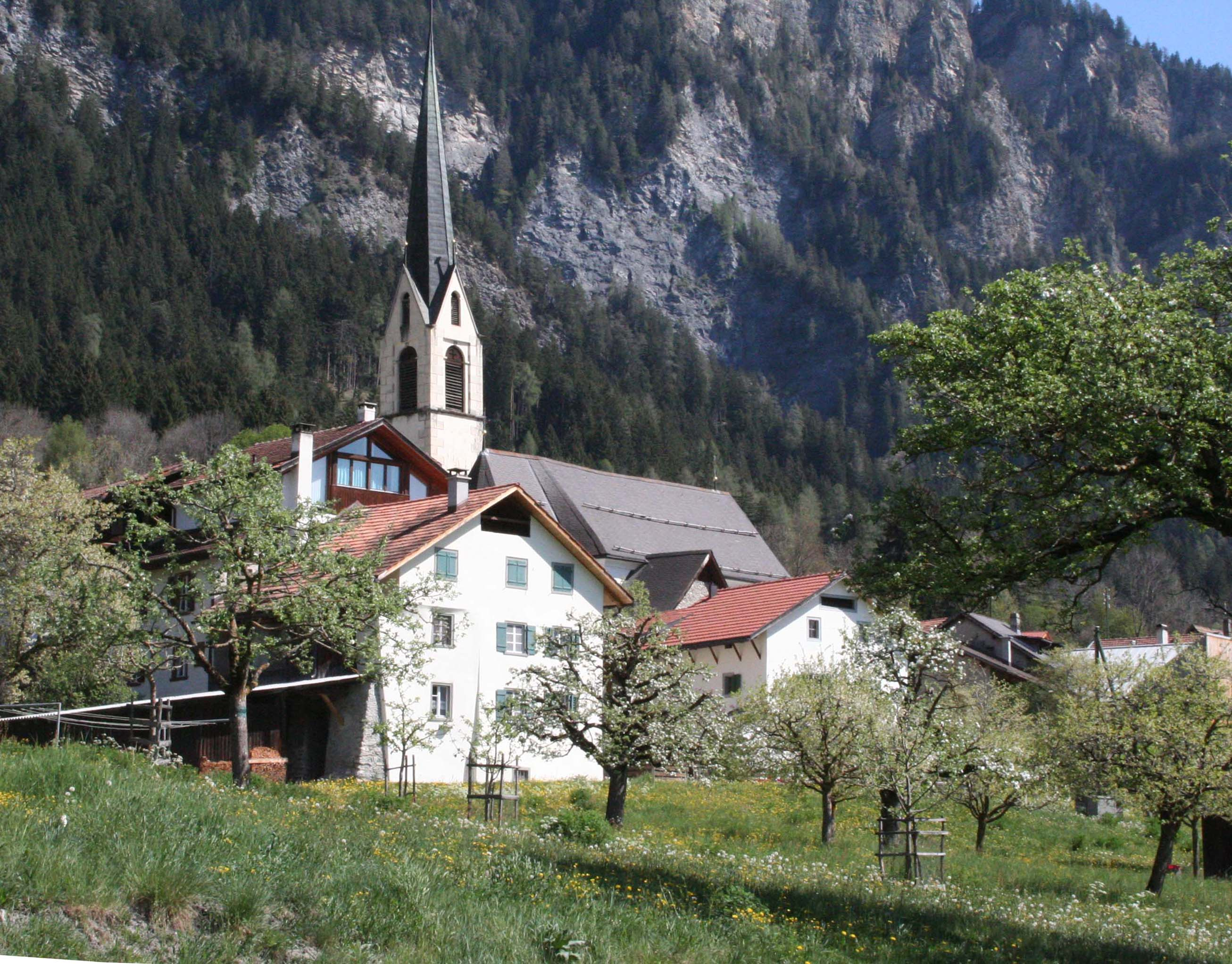

阿爾門斯（Almens）是瑞士的城鎮，位於該國東部，由格勞賓登州負責管轄，面積8.34平方公里，海拔高度787米，2011年人口226，人口密度每平方公里27人。

## 外部連結
- Official Web site （页面存档备份，存于）